# Tetranychus merganser
Tetranychus merganser är en spindeldjursart som beskrevs av Boudreaux 1954. Tetranychus merganser ingår i släktet Tetranychus och familjen Tetranychidae. Inga underarter finns listade i Catalogue of Life.